# 로마 테르미니역
로마 테르미니역(이탈리아어: Stazione Termini 또는 Stazione di Roma Termini - Giovanni Paolo II)은 이탈리아 로마의 중앙 철도역이다. 역명은 동명의 지구에서 이름을 따왔는데 그 지구 역시 디오클레티아누스 욕장 (라틴어: Termae)에서 이름을 가져왔으며, 이 욕장은 중앙 출입구의 도로를 가로질러 놓여 있다.

## 개요
테르미니역은 이탈리아의 모든 주요 도시로 운행하는 일반 열차편 뿐만 아니라 파리, 뮌헨, 제네바, 바젤, 빈으로 매일 운행하는 국제편도 영업하고 있다. 29개의 승강장과 매년 150만 명 이상의 승객이 이용하는 로마 테르미니 역은 유럽에서 가장 큰 철도역 중 하나이다.
테르미니역은 로마 내 대중교통의 주요 중심지이기도 하다. 현재 로마 지하철의 모든 노선 (A선과 B선)이 테르미니 지하철역에서 환승되며, 주요 버스 정류장은 역 앞의 광장인 친퀘첸토 광장 (Piazza dei Cinquecento)에 위치해 있다. 하지만 로마의 주요 트램 노선들은 역에서 동쪽으로 약 1,500m 떨어진 포르타 마조레에서 만난다.
2006년 12월 23일에는 교황 요한 바오로 2세에게 봉헌되었다.

## 역사

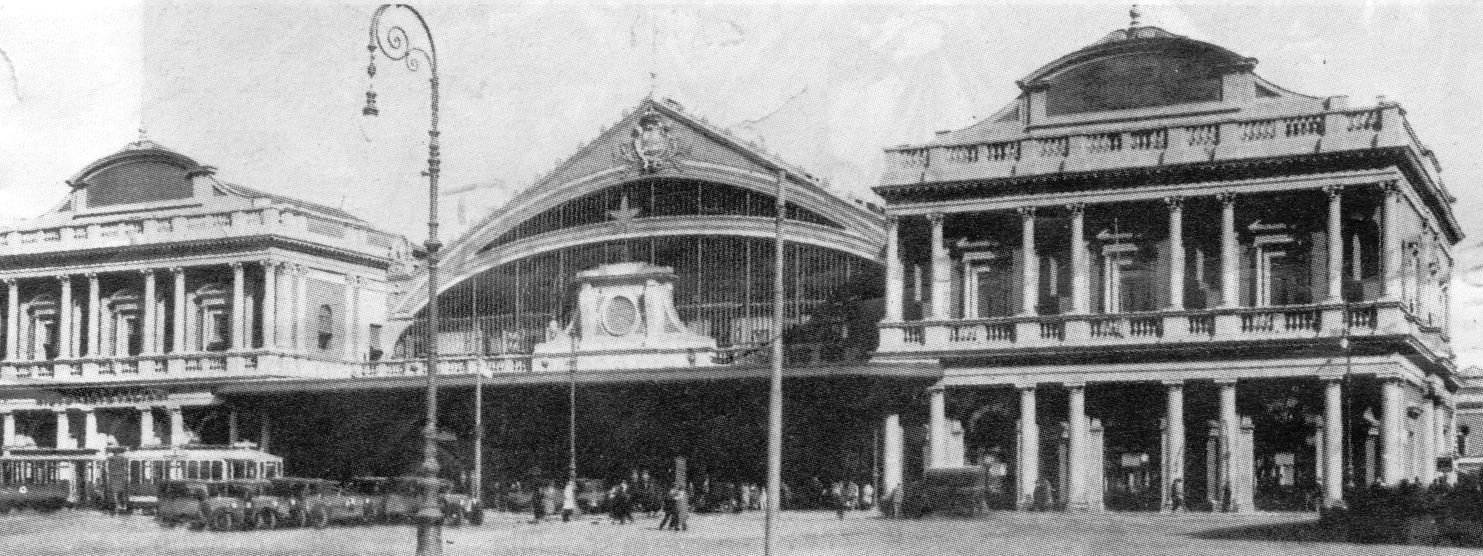
1920년대 로마 테르미니 역의 모습

1863년 2월 25일, 교황 비오 9세가 처음으로 로마-프라스카티선, 로마-치비타베키아선, 로마-체프라노 선의 종착역인 상설 테르미니 역의 문을 열었다.
처음 두 노선은 이전에 로마 시내 다른 곳에 각각 역을 가지고 있었고 세번째 노선은 건설중이었기 때문에, 로마 시는 각각의 노선이나 방향에 따라 나누어진 종착역들을 가진 파리의 경우와는 대조적으로 하나의 중앙 역을 건설하기를 원했다. 16세기에 교황 식스토 5세가 세우고 황폐해진 빌라 몬탈도-프레티가 이 새로운 역의 부지로 선정되었고, 역명은 '스타초네 첸트랄레 델레 페로비에 로마네' (Stazione Centrale delle Ferrovie Romane →로마 철도 중앙역)로 부르기로 되어있었다.
상설 역 공사는 로마 시에 대한 교황의 세속적 권력이 있는 마지막 해였던 1868년에 시작되어 로마가 함락되고 통일 이탈리아 정부가 자리잡은 1874년에 끝났다. 이 역은 건축가 살바토레 비안키의 계획안에 따라 건설되었다. 역전은 카보우르 가와 맏닿아 있었는데, 현재의 역보다 도시 안쪽으로 200m 더 깊숙이 놓여 있었다는 것을 의미한다.
1937년, 차후 제2차 세계 대전의 발발로 열리지 못하게 되는 1942년 세계 박람회 계획의 일부로 낡은 역을 대체하기로 결정되었다. 낡은 역은 철거되었고 새로운 역 일부가 지어졌으나 1943년 이탈리아 파시스트 정부가 붕괴되면서 공사는 중단되었다. 안졸로 마초니 델 그란데가 디자인한 측면길이 2km의 구조물은 오늘날 역의 일부로 여전히 남아 있다.

## 현재의 건물
현재의 건물은 1947년 공모전에서 우승한 두 팀이 디자인했는데, 레오 칼리니, 에우제니오 몬투오리 팀과 마시모 카스텔라치, 바스코 파디가티, 아킬레 핀토넬로, 안니발레 비텔로치 팀이다. 1950년에 완공했다. 이 건물은 석회화로 만든 굉장히 길고 근대적인 외관과 철근 콘크리트로 만든 중력을 무시하는 외팔보 지붕의 두 곡선으로 특색을 이룬다. 이러한 점 때문에 '공룡'이라는 별명을 지니고 있다. 산화 피막이 생긴 알루미늄으로 만들어진 유명한 프리즈들은 예술가 아메리고 토트의 작품이다. 이 작품의 구성은 열차의 소리와 속도에 있는 역동성을 잡아낸 것이다.

## 철도 노선
로마 테르미니 역을 경유하는 노선은 다음과 같다. (미완성)
- 고속 철도 (Frecciarossa) 토리노 - 밀라노 - 볼로냐 - 피렌체 - 로마 - 나폴리 - 살레르노
- 고속 철도 (Frecciarossa) 베네치아 - 파두아 - 볼로냐 - 피렌체 - 로마 - 나폴리 - 살레르노
- 고속 철도 (Frecciargento) 베네치아 - 파두아 - 볼로냐 - 피렌체 - 로마
- 고속 철도 (Frecciargento) 볼차노/보첸 - 베로나 - 볼로냐 - 피렌체 - 로마
- 고속 철도 (Frecciargento) 브레시아 - 베로나 - 볼로냐 - 피렌체 - 로마
- 고속 철도 (Frecciargento) 로마 - 포자 - 바리 - 브린디시 - 레체
- 고속 철도 (Frecciargento) 로마 - 나폴리 - 살레르노 - 라메치아 테르메 - 레조 디 칼라브리아
- 고속 철도 (Frecciabianca) 토리노 - 제노바 - 라스페치아 - 피사 - 리보르노 - 로마
- 고속 철도 (Frecciabianca) 제노바 - 라스페치아 - 피사 - 피렌체 - 로마
- 고속 철도 (Frecciabianca) 라벤나 - 리미니 - 폴리뇨 - 테르니 - 로마
- 인터시티 (InterCity) 로마 - 나폴리 - 살레르노 - 라메치아 테르메 - 메시나 - 팔레르모
- 인터시티 (InterCity) 로마 - 나폴리 - 살레르노 - 라메치아 테르메 - 메시나 - 시라쿠사
- 인터시티 (InterCity) 로마 - 나폴리 - 살레르노 - 라메치아 테르메 - 레조 디 칼라브리아
- 인터시티 (InterCity) 로마 - 나폴리 - 살레르노 - 타란토
- 인터시티 (InterCity) 로마 - 포자 - 바리 (- 타란토)
- 인터시티 (InterCity) 벤티밀리아 - 제노바 - 라스페치아 - 피사 - 리보르노 - 로마
- 인터시티 (InterCity) 토리노 - 제노바 - 라스페치아 - 피사 - 리보르노 - 로마 - 나폴리 - 살레르노
- 인터시티 (InterCity) 리보르노 - 치비타베키아 - 로마 - 나폴리
- 인터시티 (InterCity) 트리에스테 - 베네치아 - 파두아 - 볼로냐 - 피렌체 - 로마
- 인터시티 (InterCity) 안코나 - 폴리뇨 - 테르니 - 로마
- 인터시티 (InterCity) 페루자 - 폴리뇨 - 테르니 - 로마
- 야간 열차 (EuroNight) 빈 - 클라겐푸르트 - 빌라흐 - 베네치아 - 볼로냐 - 피렌체 - 로마
- 야간 열차 (CityNightLine) 뮌헨 - 뵈르글 - 인스부르크 - 베로나 - 볼로냐 - 피렌체 - 로마
- 야간 열차 (Intercity Notte) 트리에스테 - 베네치아 - 파두아 - 볼로냐 - 로마
- 야간 열차 (Intercity Notte) 볼차노/보첸 - 베로나 - 로마
- 야간 열차 (Intercity Notte) 로마 - 포자 - 바리 - 브린디시 - 레체
- 야간 열차 (Intercity Notte) 로마 - 나폴리 - 메시나 - 시라쿠사
- 지역 철도 (Leonardo Express) 로마 - 피우미치노 공항
- 지역 철도 (Treno Regionale) 로마 - 포메치아 - 라티나 - 포르미아 - 민투르노 - 나폴리
- 지역 철도 (Treno Regionale) 로마 - 포메치아 - 네투노
- 지역 철도 (Treno Regionale) 로마 - 베나프로 - 캄포바소
- 지역 철도 (Treno Regionale) 로마 - 참피노 - 차가롤로 - 콜레페로 - 프로시노네
- 지역 철도 (Treno Regionale) 로마 - 참피노 - 알바노 라치알레
- 지역 철도 (Treno Regionale) 로마 - 참피노 - 벨레트리
- 지역 철도 (Treno Regionale) 치비타베키아 - 체르베테리 - 로마

| 트레니탈리아                                      | 트레니탈리아        | 트레니탈리아                                     |
| ------------------------------------------------- | ------------------- | ------------------------------------------------ |
| 로마 티부르티나 토리노 포르타 누오바 방면         | 에우로스타 이탈리아 | 나폴리 첸트랄레 살레르모 방면                    |
| 로마 티부르티나 베네치아 산타 루치아 방면         | 에우로스타 이탈리아 | 나폴리 첸트랄레 살레르모 방면                    |
| 로마 티부르티나 베네치아 산타 루치아 방면         | 에우로스타 이탈리아 | 시·종착역                                        |
| 피렌체 캄포 디 마르테 볼차노/보첸 방면            | 에우로스타 이탈리아 | 시·종착역                                        |
| 피렌체 캄포 디 마르테 브레시아 방면               | 에우로스타 이탈리아 | 시·종착역                                        |
| 테르니 라벤나 방면                                | 에우로스타 이탈리아 | 시·종착역                                        |
| 시·종착역                                         | 에우로스타 이탈리아 | 나폴리 첸트랄레 레조 디 칼라브리아 첸트랄레 방면 |
| 치비타베키아 토리노 포르타 누오바 방면            | 에우로스타 이탈리아 | 시·종착역                                        |
| 피렌체 캄포 디 마르테 제노바 피아자 프린치페 방면 | 에우로스타 이탈리아 | 시·종착역                                        |
| 테르니 라벤나 방면                                | 에우로스타 이탈리아 | 시·종착역                                        |
| 시·종착역                                         | 인터시티            | 라티나 팔레르모 첸트랄레 방면                    |
| 시·종착역                                         | 인터시티            | 라티나 시라쿠사 방면                             |
| 시·종착역                                         | 인터시티            | 라티나 레조 디 칼라브리아 첸트랄레 방면          |
| 시·종착역                                         | 인터시티            | 라티나 타란토 방면                               |
| 시·종착역                                         | 인터시티            | 아냐니-피우지 바리 첸트랄레 방면                 |
| 로마 오스티엔세 벤티밀리아 방면                   | 인터시티            | 시·종착역                                        |
| 로마 오스티엔세 토리노 포르타 누오바 방면         | 인터시티            | 라티나 살레르노 방면                             |
| 로마 오스티엔세 리보르노 첸트랄레 방면            | 인터시티            | 라티나 나폴리 첸트랄레 방면                      |
| 오르테 트리에스테 첸트랄레 방면                   | 인터시티            | 시·종착역                                        |
| 오르테 안코나 방면                                | 인터시티            | 시·종착역                                        |
| 로마 티부르티나 페루자 방면                       | 인터시티            | 시·종착역                                        |
| 오르비에토 빈 마이들링 방면                       | 유로나이트          | 시·종착역                                        |
| 오르비에토 뮌헨 중앙 방면                         | 유로나이트          | 시·종착역                                        |
| 키우시-키엔차노 테르메 트리에스테 첸트랄레 방면   | 인터시티 나이트     | 시·종착역                                        |
| 오르테 볼차노/보첸 방면                           | 인터시티 나이트     | 시·종착역                                        |
| 시·종착역                                         | 인터시티 나이트     | 카세르타 레체 방면                               |
| 시·종착역                                         | 인터시티 나이트     | 라티나 시라쿠사 방면                             |
| 시·종착역                                         | 트레노 레조날레     | 피우미치노 아에로포르토 종착역                   |
| 시·종착역                                         | 트레노 레조날레     | 토리콜라 나폴리 첸트랄레 방면                    |
| 시·종착역                                         | 트레노 레조날레     | 토리콜라 네투노 방면                             |
| 시·종착역                                         | 트레노 레조날레     | 베나프로 캄포바소 첸트로 방면                    |
| 시·종착역                                         | 트레노 레조날레     | 참피노 프로시노네 방면                           |
| 시·종착역                                         | 트레노 레조날레     | 카파넬레 알바노 라치알레 방면                    |
| 시·종착역                                         | 트레노 레조날레     | 카파넬레 벨레트리 방면                           |
| 로마 투스콜라나 치비타베키아 방면                 | 트레노 레조날레     | 시·종착역                                        |
| 라치오 지역 철도                                  |                     |                                                  |
| 시·종착역                                         | FR4                 | 카파넬레 프라스카티/알바노/벨레트리 방면         |
| 시·종착역                                         | FR5                 | 로마 투스콜라나 치비타베키아 방면                |
| 시·종착역                                         | FR6                 | 카파넬레 카시노 방면                             |
| 시·종착역                                         | FR7                 | 토리콜라 민투르노-스카우리 방면                  |
| 시·종착역                                         | FR8                 | 토리콜라 네투노 방면                             |

## 같이 보기
- 라치오주의 철도역 목록
- 이탈리아의 철도
- 로마 티부르티나역